# 478 (szám)
A 478 (római számmal: CDLXXVIII) egy természetes szám, félprím, a 2 és a 239 szorzata.

## A szám a matematikában
A tízes számrendszerbeli 478-as a kettes számrendszerben 111011110, a nyolcas számrendszerben 736, a tizenhatos számrendszerben 1DE alakban írható fel.
A 478 páros szám, összetett szám, azon belül félprím, kanonikus alakban a 21 · 2391 szorzattal, normálalakban a 4,78 · 102 szorzattal írható fel. Négy osztója van a természetes számok halmazán, ezek növekvő sorrendben: 1, 2, 239 és 478.
A 478 négyzete 228 484, köbe 109 215 352, négyzetgyöke 21,86321, köbgyöke 7,81885, reciproka 0,0020921. A 478 egység sugarú kör kerülete 3003,36258 egység, területe 717 803,65586 területegység; a 478 egység sugarú gömb térfogata 457 480 196,7 térfogategység.